# Melling (Merseyside)
Melling – wieś w Anglii, w hrabstwie ceremonialnym Merseyside, w dystrykcie metropolitalnym Sefton. Leży 12 km na północ od centrum Liverpool i 291 km na północny zachód od Londynu. W 2001 miejscowość liczyła 2810 mieszkańców. Melling jest wspomniana w Domesday Book (1086) jako Melinge.